# Mihailo Vasić
Mihailo Vasić (serbiska: Михаило Васић), född 20 juli 1993, är en serbisk basketspelare. 
Vasić deltog vid olympiska sommarspelen 2020 och var en del av Serbiens lag som tog brons i tremannabasket.